# Lutraria angustior
Lutraria lutraria ist eine Muschelart aus der Familie der Trogmuscheln (Mactridae).

## Merkmale
Das gleichklappige, nicht aufgeblähte Gehäuse ist sehr groß. Über die maximale Länge gibt es aber sehr unterschiedliche Angaben in der Literatur, die von etwa 8 cm bis zu 20 cm reichen. Es ist ungleichseitig, die Wirbel sind vor der Mittellinie (bei etwa einem Drittel der Gehäuselänge vom Vorderende entfernt). Der Gehäuseumriss ist querelliptisch, das Länge-/Höhe-Verhältnis beträgt etwa 2,1. Der hintere Dorsalrand ist lang und schwach konvex gewölbt, und fällt flach zum gerundeten Hinterende ab. Der vordere Dorsalrand ist kürzer, sehr flach konvex gewölbt bis fast gerade, und fällt etwas steiler zum Vorderende ab. Der Übergang zum Vorderrand ist leicht gewinkelt. Das Vorderende ist etwas weiter gerundet als das Hinterende. Der Ventralrand besitzt in der Mitte einen fast geraden bis sogar ganz leicht konkaven Bereich. Das geschlossene Gehäuse klafft am Vorder- und am Hinterende. Die klaffende Öffnung am hinteren Ende ist aber deutlich größer als die kleine klaffende Öffnung am Vorderende. Die Klappen schließen nur im Schlossbereich und im mittleren Teil des Ventralrandes wirklich dicht.
Das Ligament liegt extern und intern. Das extern, hinter dem Wirbel gelegene Ligament ist ein kleines, dunkelbraunes, tief eingesenktes Band. Das interne Ligament sitzt in einem großen, löffelförmigen Fortsatz (Chondrophor). Die Spitze der Grube sitzt direkt unter den Wirbeln. Die linke Klappe zeigt zwei Kardinalzähne, die eine umgekehrt v-förmige Struktur direkt vor der Ligamentgrube bilden. Außerdem ist noch ein sehr kleiner, dünner Lateralzahn zwischen der Ligamentgrube und den beiden großen Kardinalzähnen vorhanden, der aber sehr leicht abbricht. Dicht am Gehäuserand und parallel dazu verlaufend, sind vorn und hinten je ein kleiner, lamellenartiger Seitenzahn vorhanden. In der rechten Klappe sind zwei Kardinalzähne ausgebildet, und ein schwach ausgebildeter, lamellenartiger, hinterer Lateralzahn. Der Mantel ist hinten tief und weit eingebuchtet, der Scheitel der Bucht befindet sich etwa unterhalb der Wirbel. Am Ventralrand sind Mantelrand und ventraler Teil der Mantelbucht weitgehend verschmolzen bzw. fallen zusammen. Es sind zwei annähernd gleich große Schließmuskeln vorhanden; der vordere Schließmuskel ist länglich, der hintere Schließmuskel mehr rundlich-eiförmig.
Die weißliche bis leicht gelbliche Schale ist dickwandig, fest aber spröde. Die Ornamentierung besteht aus feinen konzentrischen Linien und Gruben, die etwas unregelmäßig und auch gröber sein können. Das Periostracum ist ein dünner hellbrauner Überzug. Der innere Gehäuserand ist glatt, die Innenseiten sind weiß-glänzend.

### Ähnliche Arten
Die Länglichen Ottermuschel (Lutraria magna) kann aufgrund der sehr eigenartigen Gehäuseform nicht mit Lutraria angustior verwechselt werden. Dagegen ist die Ottermuschel (Lutraria lutraria) sehr ähnlich. Lutraria angustior ist etwas schlanker, also etwas breiter im Verhältnis zur Höhe, und der vordere Dorsalrand verläuft flacher. Außerdem sind Mantelrand und ventraler Teil der Mantelbuch weitgehend getrennt. Häufig ist der Übergang vorderer Dorsalrand zum Vorderrand leicht gewinkelt.

## Geographische Verbreitung, Lebensraum und Lebensweise
Das Verbreitungsgebiet der Art reicht vom Ärmelkanal südwärts bis in das Mittelmeer und nach Westafrika.
Sie bevorzugt gemischte, weiche Sedimente vom Gezeitenbereich bis in etwa 50 Meter Wassertiefe. Die Tiere graben sich tief senkrecht ein und nur die Siphonen erreichen die Sedimentoberfläche.

## Taxonomie
Das Taxon wurde von Rudolph Amandus Philippi als Lutraria elliptica var. angustior aufgestellt. Der Name der Varietät ist auch als Artname verfügbar. MolluscaBase behandelt das Taxon als gültige Art.

## Belege

### Online
- Marine Bivalve Shells of the British Isles: Lutraria angustior Philippi, 1844 (Website des National Museum Wales, Department of Natural Sciences, Cardiff)
- Lutraria angustior Philippi, 1844 Marine Species Identification Portal